# Hydrelia nepalensis
Hydrelia nepalensis är en fjärilsart som beskrevs av Inoue. Hydrelia nepalensis ingår i släktet Hydrelia och familjen mätare. Inga underarter finns listade i Catalogue of Life.